# USS Melvin R. Nawman (DE-416)
USS Melvin R. Nawman (DE-416) là một tàu hộ tống khu trục lớp John C. Butler từng phục vụ cùng Hải quân Hoa Kỳ trong Chiến tranh Thế giới thứ hai. Nó là chiếc tàu chiến duy nhất của Hải quân Hoa Kỳ được đặt cái tên này, theo tên Thiếu úy Thủy quân Lục chiến Melvin Rollie Nawman (?–1942), phi công từng phục vụ cùng Liên đội Tuần tiễu-Ném bom TQLC VMSB-32 trú đóng tại sân bay Henderson, Guadalcanal, đã tử trận vào ngày 2 tháng 11, 1942 và được truy tặng Huân chương Không lực. Nó đã phục vụ trong suốt Thế chiến II, được cho ngừng hoạt động sau khi xung đột chấm dứt vào năm 1946, rồi được huy động trở lại để tiếp tục phục vụ trong cuộc Chiến tranh Lạnh từ năm 1951 đến năm 1960. Con tàu cuối cùng bị bán để tháo dỡ vào năm 1973. Melvin R. Nawman được tặng thưởng bốn Ngôi sao Chiến trận do thành tích phục vụ trong Thế Chiến II.

## Thiết kế và chế tạo
Lớp John C. Butler được thiết kế nhằm đáp ứng nhu cầu một số lượng lớn nhưng rẻ tiền của một kiểu tàu hộ tống chống tàu ngầm để hộ tống các đoàn tàu vận tải vượt đại dương. Chúng có chiều dài chung 306 foot (93,3 m), mạn tàu rộng 36 foot 10 inch (11,2 m) và mớn nước 13 foot 4 inch (4,1 m), trọng lượng choán nước tiêu chuẩn 1.350 tấn Anh (1.372 t), và lên đến 1.745 tấn Anh (1.773 t) khi đầy tải, với một thủy thủ đoàn bao gồm 14 sĩ quan và 201 thủy thủ. Con tàu được vận hành bởi hai turbine hơi nước hộp số Westinghouse; hơi nước được cung cấp bởi hai nồi hơi "D" Express, tạo ra công suất 12.000 mã lực càng (8.900 kW) và cho phép đạt được tốc độ tối đa 24 hải lý trên giờ (44 km/h; 28 mph). Nó có tầm hoạt động 6.000 hải lý (11.000 km; 6.900 mi) ở tốc độ đường trường 12 hải lý trên giờ (22 km/h; 14 mph).
Dàn vũ khí chính bao gồm hai tháp pháo 5-inch/38 caliber đa dụng nòng đơn, được dẫn đường bởi hệ thống điều khiển hỏa lực Mark 51; vũ khí phòng không gồm hai khẩu đội Bofors 40 mm L/60 nòng đôi và mười khẩu Oerlikon 20 mm nòng đơn cũng được dẫn đường bởi hệ thống Mark 51. Ngoài ba ống phóng ngư lôi 21 inch (533 mm), vũ khí chống ngầm bao gồm hai đường ray thả mìn sâu, tám máy phóng mìn sâu K-gun cùng một dàn súng cối chống ngầm Hedgehog. Con tàu được trang bị sonar kiểu QC, radar dò tìm mặt biển SL và radar dò tìm không trung SA.
Melvin R. Nawmanđược đặt lườn tại xưởng tàu của hãng Brown Shipbuilding Co. ở Houston, Texas vào ngày 3 tháng 1, 1944. Nó được hạ thủy vào ngày 16 tháng 2, 1944, được đỡ đầu bởi bà R. B. Nawman, mẹ của Thiếu úy Nawman, và được cho nhập biên chế cùng Hải quân Hoa Kỳ vào ngày 16 tháng 5, 1944 dưới quyền chỉ huy của Hạm trưởng, Thiếu tá Hải quân Frederick William Kinsley.

## Lịch sử hoạt động

### Thế Chiến II
Sau khi hoàn tất việc chạy thử máy huấn luyện tại khu vực Bermuda và sửa chữa sau chạy thử máy, Melvin R. Nawman chuẩn bị để được điều động sang khu vực Mặt trận Thái Bình Dương. Nó khởi hành từ Boston, Massachusetts vào ngày 22 tháng 7, 1944, tiếp tục hoạt động thực hành huấn luyện và tham gia các cuộc tuần tra tìm-diệt tàu ngầm trước khi băng qua kênh đào Panama để đi đến Trân Châu Cảng. Con tàu hộ tống một đoàn tàu vận tải đi sang Eniwetok thuộc quần đảo Marshall và Ulithi ở phía Tây quần đảo Caroline vào tháng 10, và tiếp tục tuần tra chống gàu ngầm tại khu vực.
Sang năm 1945, Melvin R. Nawman gia nhập Đệ Ngũ hạm đội. Nó đã tháp tùng để bảo vệ cho tàu sân bay hộ tống Anzio (CVE-57) trong hoạt động không kích xuống các vị trí của quân Nhật trên đảo Iwo Jima vào ngày 16 tháng 2, ba ngày trước khi diễn ra cuộc đổ bộ lên hòn đảo này. Nó tiếp tục vai trò này cho đến ngày 3 tháng 3, khi được rút về Leyte, Philippines nhằm chuẩn bị cho cuộc đổ bộ tiếp theo lên Okinawa thuộc quần đảo Ryūkyū. Tại khu vực Kerama Retto vào ngày 2 tháng 4, pháo thủ của con tàu đã bắn rơi hai máy bay tấn công tự sát Kamikaze, và nó hoạt động tại khu vực trong suốt một tháng tiếp theo trước khi rút lui về Guam để hoạt động hộ tống vận tải. Trong giai đoạn sau cùng của cuộc chiến tranh, nó hộ tống các tàu sân bay thuộc Lực lượng Đặc nhiệm 38 tiến hành không kích các đảo chính quốc Nhật Bản.
Sau khi Nhật Bản chấp nhận đầu hàng vào ngày 15 tháng 8, giúp chấm dứt vĩnh viễn cuộc xung đột, Melvin R. Nawman hoạt động cùng lực lượng chiếm đóng tại Triều Tiên và dọc bờ biển Trung Quốc. Nó giúp vào nỗ lực tái bố trí lực lượng của Hoa Kỳ và chính phủ Quốc dân Đảng nhằm ổn định tình hình tại Viễn Đông sau chiến tranh. Đến ngày 22 tháng 12, con tàu tham gia vào Chiến dịch Magic Carpet để giúp đưa những cựu chiến binh hết hạn phục vụ quay trở về Hoa Kỳ, về đến San Francisco, California vào ngày 15 tháng 1, 1946. Nó được cho xuất biên chế tại San Diego, California vào ngày 23 tháng 4, 1946, và được đưa về Hạm đội Dự bị Thái Bình Dương.

### 1951 - 1960
Khi Chiến tranh Triều Tiên bùng nổ vào tháng 6, 1951, Melvin R. Nawman được cho tái biên chế trở lại vào ngày 28 tháng 3, 1951 dưới quyền chỉ huy của Hạm trưởng, Thiếu tá Hải quân P. H. Teeter. Sau khi hoàn tất việc chạy thử máy, nó rời San Diego vào ngày 22 tháng 6 để chuyển sang vùng bờ Đông, gia nhập Lực lượng Khu trục Hạm đội Đại Tây Dương và đi đến Melville, Rhode Island vào ngày 11 tháng 7.
Ngoài các hoạt động huấn luyện và bảo trì thường lệ tại chỗ, Melvin R. Nawman thực hiện những chuyến đi hàng năm đến Key West, Florida, và từ năm 1954 đến các cảng vùng biển Caribe để thực hành chống tàu ngầm. Nó cũng hoạt động như tàu huấn luyện tại Trường Sonar hạm đội tại Key West, và đã có ba chuyến đi thực hành huấn luyện dành cho học viên sĩ quan, từng ghé đến viếng thăm Na Uy, Đan Mạch và Quebec, Canada, cùng một chuyến đi sang vùng biển Địa Trung Hải vào tháng 10, 1957.
Vào năm 1958, Melvin R. Nawman được điều sang Hải đội Hộ tống Dự bị và thực hiện chuyến đi huấn luyện dự bị đầu tiên vào ngày 16 tháng 6. Sau khi hoàn tất một đợt đại tu vào tháng 2, 1959, nó được chỉ định là tàu huấn luyện dự bị tại Davisville, Rhode Island, rồi chuyển đến Providence, Rhode Island từ ngày 12 tháng 12. Con tàu hoàn tất một chuyến đi huấn luyện sang Puerto Rico vào mùa Xuân năm 1960 trước khi được kéo đến Xưởng hải quân New York vào ngày 1 tháng 6 để chuẩn bị ngừng hoạt động.
Melvin R. Nawman được cho xuất biên chế lần sau cùng vào ngày 30 tháng 8, 1960, và được đưa về Hạm đội Dự bị Đại Tây Dương. Tên nó được cho rút khỏi danh sách Đăng bạ Hải quân vào ngày 1 tháng 7, 1972, và con tàu bị bán để tháo dỡ vào ngày 3 tháng 10, 1973.

## Phần thưởng
Melvin R. Nawman được tặng thưởng bốn Ngôi sao Chiến trận do thành tích phục vụ trong Thế Chiến II.
|                                                       |  |  |
| Bronze star · Bronze star · Bronze star · Bronze star |  |  |

| Dãi băng Hoạt động Tác chiến (truy tặng)                                | Dãi băng Hoạt động Tác chiến (truy tặng) | Huân chương Chiến dịch Hoa Kỳ        | Huân chương Chiến dịch Hoa Kỳ         |
| Huân chương Chiến dịch Châu Á-Thái Bình Dương với 4 Ngôi sao Chiến trận | Huân chương Chiến thắng Thế Chiến II     | Huân chương Chiến thắng Thế Chiến II | Huân chương Phục vụ Phòng vệ Quốc gia |